# البطولات الأسترالية 1966 (كرة مضرب)
هنا قائمة بالبطولات الأسترالية لكرة المضرب، المعروفة الآن باسم أستراليا المفتوحة لسنة 1966م:

## الكبار

### فردي رجال
روي إيمرسون هزم  أرثر آش 6-4 6-8 6-2 6-3

### فردي سيدات
مارغريت كورت هزم  نانسي ريتشي انسحبت